# Linnamäe vattenkraftverk
Linnamäe vattenkraftverk ligger i Jõelähtme kommun i länet Harjumaa, mellan byarna Jõesuu och Jägala-Joa, ca 3,5 km från Jägalaflodens nedre lopp. Kraftverket projekterades av professor A.W. Huselius vid Helsingfors universitet. Byggnationen inleddes år 1922 och elproduktionen 1924. År 1941 sprängdes kraftverksbyggnaden av retirerande sovjetiska styrkor, men sprängningen av dammen misslyckades.
År 2002 återinvigdes kraftverksbyggnaden i sin forna arkitektoniska stil, med de tidigare byggnaderna renoverade och en hängbro med utsiktsplattform över dammen. Linnamäe vattenkraftverk är Estlands största, och det producerar el för cirka 3 000 hushåll. Den installerade effekten är 1,15 MW fördelat på tre turbiner och generatorer om 340, 385 och 425 kW. Den årliga produktionen är cirka 5 GWh, vilket ger en anläggningsfaktor eller medeleffekt på cirka 50 %.
Miljömyndigheten i Estland har velat stänga kraftverket på grund av dess negativa inverkan på bland annat laxens vandring i Jägalafloden. Enligt ett utslag 2020 i Estonian Environmental Board tilläts dock elproduktionen att fortsätta.